# Tim Beekman
Tijmen Gerrit Jan (Tim) Beekman (Kampen, 16 januari 1941 – Almere, 11 juni 2006) was een Nederlands acteur.

## Biografie
Nadat hij in Nederland van de toneelschool was gestuurd debuteerde Beekman in Antwerpen bij het Nederlands Kamertoneel. Vanaf het seizoen 1964/1965 tot 1968 werkte hij in Nederland bij Ensemble. Daar speelde hij onder meer rollen in "De bruiloft van Figaro" en "De ploeg en de sterren".
Bij de Nederlandse Comedie, waar hij vanaf 1969 actief was, acteerde hij onder meer in "Toller" en "Wazlaf". In deze tijd deed hij ook mee aan vrije producties, zoals "Het geld ligt op de bank" (1971). Beekman acteerde vanaf eind jaren zestig ook in televisieseries en in 1973 maakte hij zijn filmdebuut. Daarnaast werkte hij aan meer dan dertig hoorspelen mee.
Midden jaren tachtig zette hij zijn acteursloopbaan op een lager pitje en ging werken als Speyertherapeut.
Beekman overleed op 65-jarige leeftijd.

## Filmografie
- 1969 – Floris – Sergeant

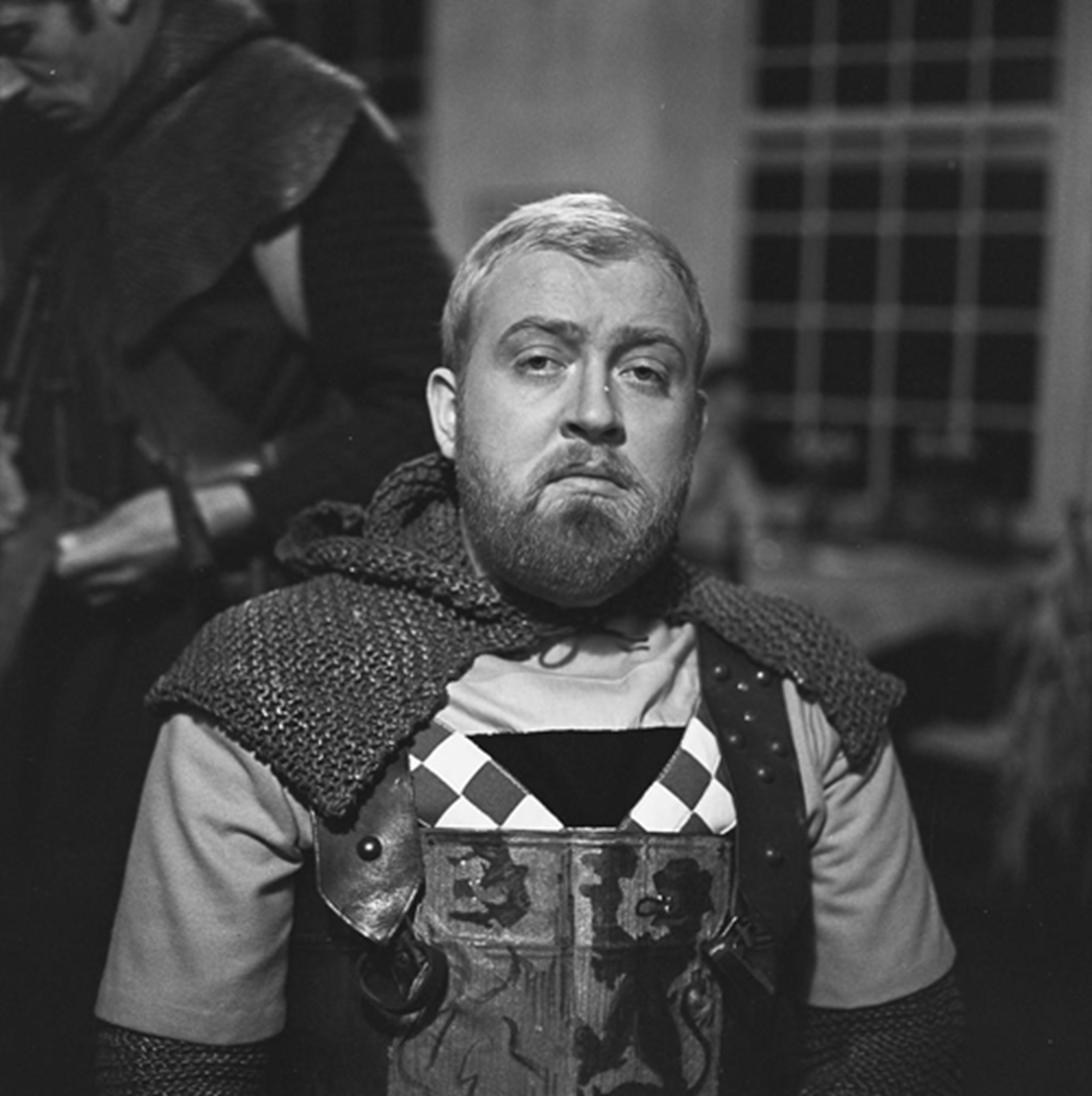
Beekman in Floris

- 1970 – De kleine waarheid – Veilingmeester
- 1971 – Karakter
- 1972 – Ti-Ta Tovenaar – 't Heertje (Frederik) en Clown
- 1973 – Het dwaallicht
- 1975 – Mens erger je niet
- 1975 – Oorlogswinter – Duitse soldaat
- 1977 – A Bridge Too Far – Duitse soldaat
- 1978 – Doctor Vlimmen – Slager
- 1978 – De Mantel der Liefde – Bakker
- 1980 – De bende van hiernaast – Klant in herberg
- 1981 – Deadline – Een garagemedewerker in de aflevering "Trucks"
- 1981 – Een vlieger voor God – Vader van Christien
- 1981 – Mensen zoals jij en ik (afl. Kerstavond) – Kastelein
- 1982 – De Zevensprong: Aflevering 2 – Patatverkoper
- 1983 – Briefgeheim – Kolonel Brandsema
- 1984 – Oma Fladder
- 1985 – Thomas en Senior en de Grote Goudroof – Kok
- 1986 – In de schaduw van de overwinning – Dees
- 1991 – Medisch Centrum West – Kees Keizer
- 1991 – Goede tijden, slechte tijden – Wally Jager
- 1996 – Goudkust – Kluizenaar Emile
- 1997 – Onderweg naar Morgen – Luc van Duyvenvoorde
- 1997 – Het recht van de zwakste – Buschauffeur